# El resto son tribus con banderas
«El resto son tribus con banderas» o simplemente, «tribus con banderas» es una frase atribuida al diplomático egipcio Tahseen Bashir (1925-2002) que para referirse al papel protagonista de Egipto dentro del Medio Oriente, opinó: «Egipto es el único estado-nación en el mundo árabe, el resto son solo tribus con banderas».
Otra versión de la frase es:

«Cuando las cosas están complicadas, solo hay un lugar real en toda el área: Egipto», declaró una vez un diplomático de El Cairo. «Todo lo demás, perdóname, son tribus con banderas».

En 1990 Charles Glass publicó el libro Tribes With Flags: A Dangerous Passage Through the Chaos of the Middle East, cuyo título se basa en esta cita. Dos años más tarde publicó otro libro basado en la misma cita: Tribes With Flags: A Journey Curtailed.